# Baunscheidttherapie

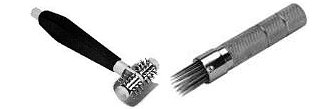
„Lebenswecker“ (rechts) und Nadelwalze

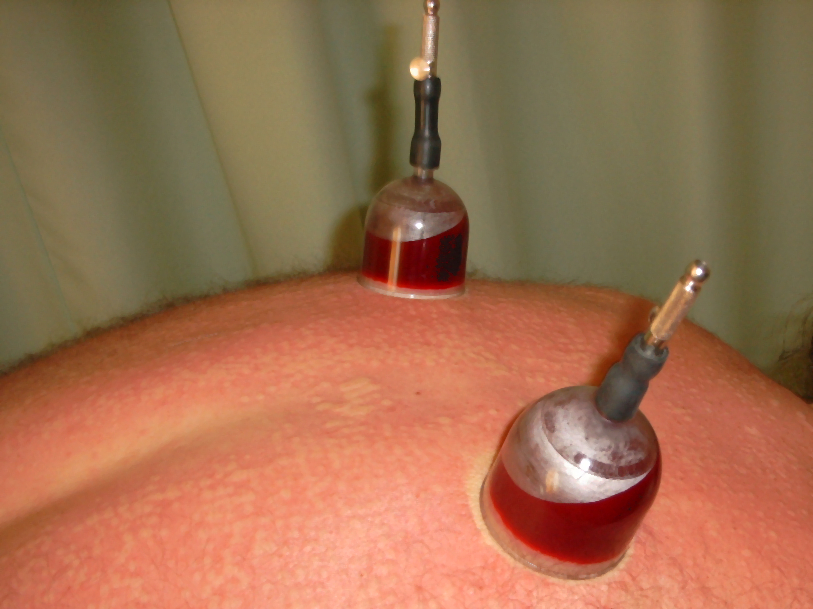
Ergebnis einer Baunscheidttherapie mit anschließendem blutigem Schröpfen

Die Baunscheidttherapie (auch der Baunscheidtismus und das Baunscheidtieren) ist ein alternativmedizinisches Behandlungsverfahren, das auf der Reizung der Haut beruht und um 1840 von dem westfälischen Gewerbelehrer, Stellmacher und Erfinder Carl Baunscheidt (1809–1873) angewendet wurde. Es zählt zu den ausleitenden Verfahren und ist in dieser Form fast nur in Deutschland verbreitet. Mit dieser Methode wurden u. a.  chronische Entzündungen, Schmerz- und Reizzustände und Verkrampfungen, Rheumatismus, Gicht, Multiple Sklerose, Lungenleiden, Bandscheibenschäden, Migräne u. a. behandelt. Eine Wirksamkeit dieser Therapie wurde bislang nicht wissenschaftlich untersucht.
Baunscheidt vertrieb zuerst kleinere Erfindungen wie ein Gewehrvisier oder eine Muttermilchpumpe. Sein „Lebenswecker“, den er selbst zuerst „Mücke“ nannte, machte ihn so reich, dass er schließlich Burg Dottendorf bei Bonn erwerben konnte. Nach eigener Erzählung habe er die Idee dazu gehabt, als eine Mücke ihm in die gichtkranke (nach anderer Quelle: rheumakranke) Hand stach und seine Schmerzen daraufhin verschwanden. Seine Erfindung wurde von vielen Zeitgenossen in Europa und in den USA kopiert.
Das Verfahren wird heutzutage im Vergleich zu anderen Therapien nur noch selten von Heilpraktikern oder naturheilkundlich orientierten Ärzten angewendet.

## Prinzip
Der „Lebenswecker“ ist ein Nadelungsgerät. Es besteht aus einer münzgroßen Scheibe an einem Griff. In der Scheibe sind 25–30 Stahlnadeln befestigt, die von Hand oder mit einer Feder 1–2 mm tief in die Haut gestochen werden. Auch Nadelwalzen sind gebräuchlich. Die Behandlung wird meist beiderseits der Wirbelsäule am Rücken, seltener an anderen Körperstellen durchgeführt. Als Ersatz für das Mückengift mischte Baunscheidt ein hautreizendes Öl, das in die angeritzten Hautstellen eingerieben wurde, das sogenannte Pustulanzium (siehe Pustel), dessen Rezeptur nicht überliefert ist. Nach dem Tode Baunscheidts haben die Anhänger der Methode eine Reihe von Ersatzrezepturen ersonnen, u. a. mit Wacholderöl, Senföl und anderen hautreizenden Stoffen, besonders häufig wurde jedoch Crotonöl verwendet, um dessen Verwendung in der Originalrezeptur in der Literatur immer noch gestritten wird. Auf den behandelten Stellen entstehen Bläschen oder Pusteln, die meistens narbenlos abheilen. Der Patient bekommt mitunter leichtes Fieber. Die Behandlung ist nicht schmerzfrei.
Crotonöl wird aus den Samen des ostasiatischen Croton tiglium L. (Wolfsmilchgewächse) gewonnen. Crotonöl förderte im Tierversuch hochwirksam die Entstehung von Krebs als sogenanntes Co-Karzinogen.  Neben organischen Triglycerinestern enthält es mehrere Phorbolester, darunter das tumorpromovierende Phorbol-12-myristat-13-acetat. Die Verwendung von Crotonöl ist Heilpraktikern in Deutschland daher verboten, diese greifen auf histaminhaltige Öle zurück, die zum Beispiel Nelkenöl, Wacholderöl und Rainfarnöl enthalten.

## Mangelnder Beleg der Wirksamkeit und Risiken
Eine Wirksamkeit der Methode ist nicht nachgewiesen. Für die Methode der Baunscheidttherapie existiert auf keinem der Level nach der Skala der American Heart Association für wissenschaftliche Evidenz.
Vor Anwendung der Baunscheidt-Therapie ist wie bei allen invasiven Verfahren eine Hautdesinfektion vorgeschrieben. Bleibt diese aus, können schwere Dermatitiden und auch generalisierte Infektionskrankheiten hervorgerufen werden. Als Folge des Baunscheidtierens ist es durch Infektionen zu mehreren schweren Zwischenfällen gekommen (Stiftung Warentest, 1996). Weiterhin sind allergische Reaktionen auf hautreizende Öle möglich.